# Chivres
Chivres és un municipi francès, situat al departament de la Costa d'Or i a la regió de Borgonya - Franc Comtat. L'any 2007 tenia 238 habitants.

## Demografia

### Població
El 2007 la població de fet de Chivres era de 238 persones. Hi havia 96 famílies, de les quals 24 eren unipersonals (8 homes vivint sols i 16 dones vivint soles), 44 parelles sense fills i 28 parelles amb fills.
La població ha evolucionat segons el següent gràfic:
Habitants censats

### Habitatges
El 2007 hi havia 123 habitatges, 98 eren l'habitatge principal de la família, 24 eren segones residències i 1 estava desocupat. 119 eren cases i 3 eren apartaments. Dels 98 habitatges principals, 88 estaven ocupats pels seus propietaris i 10 estaven llogats i ocupats pels llogaters; 4 tenien dues cambres, 12 en tenien tres, 26 en tenien quatre i 56 en tenien cinc o més. 70 habitatges disposaven pel capbaix d'una plaça de pàrquing. A 46 habitatges hi havia un automòbil i a 41 n'hi havia dos o més.

### Piràmide de població
La piràmide de població per edats i sexe el 2009 era:
| Homes | Edats   | Dones |
| ----- | ------- | ----- |
| 0     | 95 o +  | 0     |
| 4     | 90 a 94 | 0     |
| 4     | 85 a 89 | 0     |
| 0     | 80 a 84 | 4     |
| 4     | 75 a 79 | 8     |
| 4     | 70 a 74 | 8     |
| 8     | 65 a 69 | 4     |
| 4     | 60 a 64 | 16    |
| 12    | 55 a 59 | 0     |
| 0     | 50 a 54 | 0     |
| 12    | 45 a 49 | 8     |
| 4     | 40 a 44 | 0     |
| 4     | 35 a 39 | 8     |
| 12    | 30 a 34 | 4     |
| 8     | 25 a 29 | 4     |
| 8     | 20 a 24 | 8     |
| 0     | 15 a 19 | 0     |
| 4     | 10 a 14 | 16    |
| 8     | 5 a 9   | 0     |
| 0     | 0 a 4   | 12    |

## Economia
El 2007 la població en edat de treballar era de 137 persones, 95 eren actives i 42 eren inactives. De les 95 persones actives 88 estaven ocupades (50 homes i 38 dones) i 7 estaven aturades (2 homes i 5 dones). De les 42 persones inactives 14 estaven jubilades, 12 estaven estudiant i 16 estaven classificades com a «altres inactius».

### Ingressos
El 2009 a Chivres hi havia 105 unitats fiscals que integraven 236 persones, la mediana anual d'ingressos fiscals per persona era de 16.678,5 €.

### Activitats econòmiques
Dels 7 establiments que hi havia el 2007, 1 era d'una empresa de comerç i reparació d'automòbils i 6 d'empreses de serveis.
L'únic establiment comercial que hi havia el 2009 era una botiga de material esportiu.
L'any 2000 a Chivres hi havia 11 explotacions agrícoles que ocupaven un total de 1.152 hectàrees.

## Poblacions més properes
El següent diagrama mostra les poblacions més properes.